# تپه جهندیز
تپه جهندیز مربوط به دوره ساسانیان است و در شهرستان میانه، بخش کندوان، دهستان تیرچای، ۲ کیلومتری شرق روستای جهندیز واقع شده و این اثر در تاریخ ۷ خرداد ۱۳۸۷ با شمارهٔ ثبت ۲۲۸۵۶ به‌عنوان یکی از آثار ملی ایران به ثبت رسیده است.